# Gare de Carbuccia
Gare de Carbuccia vasútállomás Franciaországban, Carbuccia településen.

## Vasútvonalak
Az állomást az alábbi vasútvonalak érintik:
- Bastia-Ajaccio-vasútvonal

## Kapcsolódó állomások
A vasútállomáshoz az alábbi állomások vannak a legközelebb:
- Gare de Mezzana
- Gare d’Ucciani